# Skunk ape
Skunk Ape eller Florida Skunk Ape eller Stink Ape, (vilket översatt betyder skunkapa, skunkapa från Florida respektive stinkapa på engelska) är en påstådd människoapa (hominid kryptid) som sägs bebo sydöstra USA. Rapporter om arten är vanligast från Everglades i Florida, men den har rapporterats synlig även på andra platser. Arten är uppkallad efter sitt apliknande utseende och sin otrevliga stank. Enligt United States National Park Service, så existerar skunk ape endast som lokal myt. Det finns således inga vetenskapliga bevis för artens existens. Rapporter om artens förekomst var vanligast under 1960 och 1970-talen. Välkända fall av observationer av skunk ape är ”Knobby” och ”Fouke-monstret”.

## Beskrivning och utbredning av arten
Skunk ape sägs vara ett stort hårigt tvåbent däggdjur. Stora vuxna hanar sägs kunna väga upp emot  200 kg och nå en längd av ca 180-215 cm med en rödaktig eller brun päls som täcker hela kroppen likt en gorilla eller orangutang.

## Myakkafotografierna
År 2000 togs två fotografier som sägs föreställa en skunk ape. De skickades till Sarasota Sheriff’s Department i Florida tillsammans med ett anonymt brev från en kvinna som hävdade att hon fotograferat varelsen i utkanten av sin trädgård. Fotografen hävdade att apan under tre kvällar  tagit sig in på tomten och tagit frukter från en planta på hennes veranda. Hon var övertygad om att det var en förrymd orangutang. Polisen kallades till platsen vid ett flertal tillfällen, men när de kom fram var apan försvunnen. 
Bilderna har för Bigfoot-entusiaster blivit kända som ”The Myakka Skunk-Ape Photos”. Loren Coleman är den främste som forskat på Myakkafotografierna, har spårat de två fotografierna till ett fotolabb i Sarasota County i Florida.

## Övrig litteratur
- Newton, Michael (2005). "Skunk Ape". Encyclopedia of Cryptozoology: A Global Guide. McFarland & Company, Inc.. ISBN 0-7864-2036-7.
- Bigfoot!: The True Story of Apes in America (NY: Paraview Pocket-Simon and Schuster, 2003, ISBN 0-7434-6975-5), which contains primary historical material on Apes, Skunk Apes, and the Myakka photographs.
- The Field Guide to Bigfoot, Yeti, and Other Mystery Primates Worldwide, Loren Coleman och Patrick Huyghe, med illustrationer av Harry Trumbore, ISBN 0-380-80263-5